# Isabel Fernández Reviriego
Isabel Fernández Reviriego (Bilbao, 7 de abril de 1979) es una música española que ejerce a su vez como compositora de bandas sonoras, productora y artista gráfica. Actualmente en el grupo Magia Bruta, su actividad musical se inició en Bilbao a finales de los años 90, para después continuar durante toda la primera década de los 2000 en Madrid y posteriormente en Vigo como artista en solitario, al frente de Aries. 
Entre todos sus proyectos ha publicado alrededor de una decena de discos, incluyendo ocho álbumes, en España, Estados Unidos y Japón, y ha colaborado con numerosos artistas y bandas como Delorean, Atom Rhumba, Triángulo de Amor Bizarro, Alberto Montero o Wild Honey.

## Biografía
Isabel Fernández Reviriego nació el 7 de abril de 1979 en Bilbao. En su adolescencia comenzó a frecuentar el ambiente musical de Guecho, por aquel entonces aún muy dinámico debido a la actividad del llamado Getxo Sound, formándose en esta época una primera orientación hacia el punk, el rock and roll y algunas corrientes de los años 90.
Poco después, en 1997, formó su primer grupo, con quien grabó un EP y un álbum. Entre los miembros del grupo se encontraban también Miren Iza, quien más tarde formaría el grupo Tulsa, y Asier Gurruchaga, ya por aquel entonces baterista en Zodiacs. 
En 2001 se trasladó a Madrid, donde se licenció en Humanidades en la Universidad Carlos III y continuó su actividad musical en un nuevo grupo, Charades. En él firmó sus primeras canciones en castellano, fraguando gradualmente un estilo pop basado en armonías vocales que acabó convirtiéndose en su sello personal. Amantes de las segundas voces («Nunca sobran coros» era su lema), Charades publicaron tres LP y un EP en nueve años. El prestigioso sello underground americano Kill Rock Stars seleccionó uno de sus temas para el recopilatorio Tracks and fields (2004). Su segundo álbum, En ningún lugar, fue editado en Japón por el sello Art Union. Actuaron para el reputado blog La Blogoteque y tocaron en los principales festivales nacionales, así como en UK y EE. UU. Finalmente, el 13 de diciembre de 2010, anunciaban el que iba a ser el último antes de que el grupo entrase en un hiato indefinido.

### Aries
Tras el parón de Charades, Isabel se muda de nuevo, esta vez a Vigo. En esta ciudad da rienda suelta a su producción gráfico-literaria, iniciada en Madrid, confeccionando diversas publicaciones autoeditadas o fanzines formados por reflexiones sobre música, arte, filosofía, textos breves ensayísticos y autobiográficos, acompañados de diseños propios, frecuentemente collages. Una selección de estos textos, junto con extractos de entrevistas antiguas y material nuevo, darían forma a su primer libro, Un rayo ultravioleta, publicado en 2015. 
Comienza también en Vigo su andadura en solitario como Aries (su signo zodíaco), un proyecto en el que se adentra en un nuevo formato sonoro con abundancia de instrumentos electrónicos, pero manteniendo su omnipresente base armónica y su estilo pop, de gran riqueza melódica. 
Las grabaciones de Aries siguieron captando la atención del mundo musical dentro y fuera de España, siendo así que el tercero y cuarto de sus álbumes, Adieu or die y Juramento Mantarraya, se han publicado conjuntamente por La Castanya en España y por K Records en Estados Unidos y Canadá. Aries ha girado por EE. UU. y Europa, así como participado en numerosos festivales internacionales como el Primavera Sound, Eurosonic, o SXSW.

### Magia Bruta
En octubre de 2021 anuncia la formación de un dúo llamado Magia Bruta junto a Aida Torres, que ve publicado su primer álbum, Un día nuevo (Foehn Records), en febrero de 2022.  

### Videojuegos y dibujos animados
En la misma línea electrónica y melódica, Isabel ha compuesto y producido la banda sonora original del videojuego Melbits World (Playstation, 2019) , así como todo el diseño de efectos sonoros y voces del juego.  
En 2011 comenzaron sus colaboraciones en la serie animada Hora de aventuras de Cartoon Network, donde dobló numerosos personajes interpretando canciones, como a la Princesa Chicle cantando «La canción de Limoncín» en el capítulo «Limoncín, parte 2» (temporada 5, capítulo 51), la Princesa Llama, Fionna, Cake o Isla Señorita. Asimismo, ha puesto su voz en la serie Apple & Onion (Cartoon Network) y Summer Camp Island (Cartoon Network).
En 2021 compone y produce la banda sonora original del videojuego My Little Pony (Nintendo, Playstation, 2022). 

### Bandas sonoras
Isabel ha compuesto también la banda sonora del cortometraje Saturn is not faraway (2018) para la firma Stella McCartney. Película producida por Canadá. 

## Discografía

### Electrobinikis
- Satan wears bra (EP, 1999)
- Electrobikinis (álbum, 2000)

### Charades
- The only one (EP, 2004)
- When shining blue (álbum, 2006)
- En ningún lugar (álbum, 2008)
- Revolución solar (álbum, 2010)

### Aries
- La magia bruta (álbum, 2012)
- Mermelada dorada (álbum, 2014)
- Adieu or die (álbum, 2016)
- Juramento mantarraya (álbum, 26 de abril de 2019)

### Magia Bruta
- Un día nuevo (álbum, 2 de febrero de 2022)

### BSO
- «Saturn is not faraway» (cortometraje Stella McCartney, 2018)
- Melbits world (videojuego Playstation, 2018)
- My Little Pony (videojuego Nintendo, 2022)

### Remezclas
- «Beautiful home», Alondra Bentley (2018)
- «Caballo», Somos la Herencia (2018)
- «Ocean», Furguson (2019)
- «Royal flush», Glicth girl (2019)
- «Acosadoras», Triángulo de Amor Bizarro (2020)
- «L», Julia (2022)

## Libros
- Un rayo ultravioleta (2015)
- Capítulo para el libro colectivo El gran libro de los perros (2018)
- «Por muchos Enos, por muchos años», prólogo para Another Green World (2020)